# Lazer conspícuo

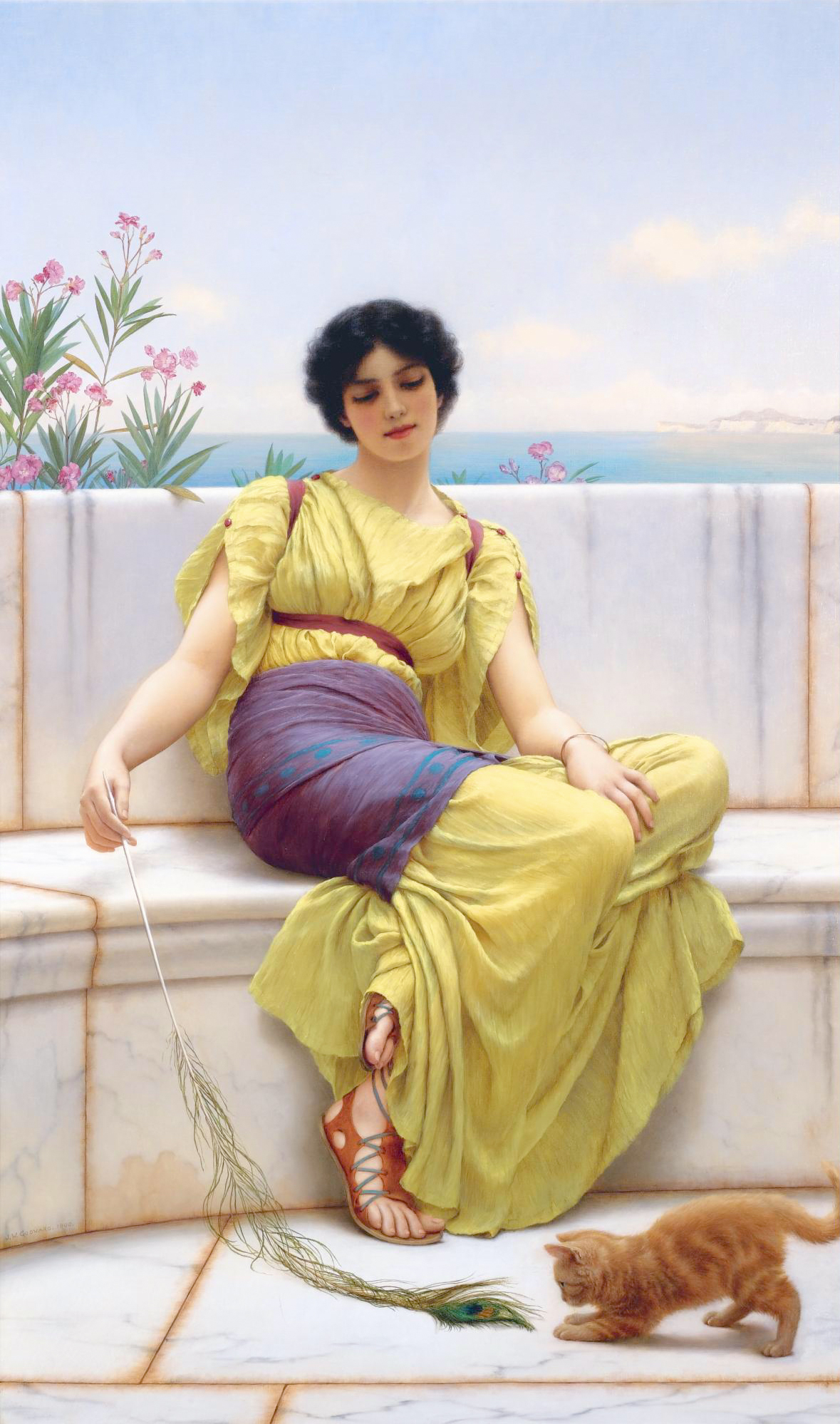
Ociosidade, de John William Godward, c. 1900.

O lazer conspícuo é um conceito introduzido pelo economista e sociólogo americano Thorstein Veblen em A Teoria da Classe do Lazer (1899). O lazer conspícuo ou visível é praticado com o objetivo de exibir e atingir status social.
O conceito compreende aquelas formas de lazer que parecem ser totalmente motivadas por fatores sociais, como tirar férias longas em lugares exóticos e trazer lembranças de volta. O lazer ostensivo é observado em todas as sociedades onde existe estratificação. O lazer ostensivo contribui para a glorificação da improdutividade, validando assim o comportamento das classes mais poderosas e levando as classes mais baixas a admirar em vez de insultar a classe ociosa. Isto ajuda a classe ociosa a manter o seu status e posição material. O conceito mais conhecido de Veblen de “consumo conspícuo” é empregado quando a improdutividade pode ser demonstrada de forma mais eficaz através de gastos extravagantes.
Veblen argumentou que o lazer conspícuo tinha raízes históricas profundas que remontavam à pré-história e que "evoluiu" para diferentes formas com o passar do tempo. Um exemplo que ele deu foi como, durante a Idade Média, a nobreza estava isenta do trabalho manual, que era reservado aos servos. Tal como a posse de terras, a abstenção de trabalho é uma demonstração típica de riqueza e torna-se mais problemática à medida que a sociedade se desenvolve para uma sociedade industrial. Com o surgimento da propriedade individual, a classe ociosa pára completamente de contribuir para o bem-estar da sua comunidade. Eles não exercem mais cargos de honra, negando assim totalmente a sua utilidade para a sociedade. E à medida que a sociedade se afasta da caça e da agricultura e se aproxima da industrialização, a classe ociosa não pode mais simplesmente tirar recursos dos outros. É aqui que Veblen nos oferece uma imagem do Senhor ou Senhora decadente que perdeu a sua fortuna, mas é incapaz de trabalhar para sobreviver. Esta elite rica vê o trabalho como algo servil e vulgar, mas quando não consegue mais viver uma vida digna de lazer, sofre com a incapacidade de se preservar.
Veblen define lazer como o consumo improdutivo de tempo. Os ricos consomem tempo de forma improdutiva devido à aversão ao trabalho braçal, mas também como evidência da sua capacidade financeira de viver uma vida ociosa. Mas há momentos em que até mesmo o nobre não é visto publicamente e então ele deve dar um relato satisfatório do uso que faz do seu tempo. Muitas vezes, o seu relato manifestar-se-á por meio do aparecimento de servos ou de algum tipo de artesão. Uma prova material de lazer é outra maneira pela qual o nobre demonstra a sua riqueza, mesmo quando está longe dos olhos do público. Objetos, troféus ou conhecimento que não têm aplicação no mundo real são exemplos de coisas que os ricos usam para demonstrar a sua riqueza e o seu lazer. Além disso, usar roupas de alta costura é um exemplo de exibição de consumo. A exibição de regras de etiqueta e educação, e observâncias formais e cerimoniais são outras demonstrações de uso improdutivo (e, portanto, vagaroso) do tempo.
Também não é suficiente para a classe ociosa viver uma vida de ociosidade; os seus servos também devem se envolver na realização de atividades de lazer, apesar da sua posição como ajudantes contratados. Eles recebem uniformes, alojamentos espaçosos e outros itens materiais que sinalizam a riqueza do seu empregador: quanto mais sumptuosas forem as roupas e os alojamentos dos servos, mais dinheiro o mestre terá para gastar livremente. Este é um exemplo de “consumo conspícuo”, uma forma de lazer conspícuo. Os empregados domésticos dão a ilusão de "decência pecuniária" à família, apesar do desconforto físico que a classe ociosa sente ao ver os empregados, que produzem trabalho.